# Frotey-lès-Lure
Frotey-lès-Lure é uma comuna francesa na região administrativa de Borgonha-Franco-Condado, no departamento de Alto Sona. Estende-se por uma área de 7,21 km². Em 2010 a comuna tinha 707 habitantes (densidade: 98,1 hab./km²).